# Сумба (острів)
Сумба (індонез. Pulau Sumba) — острів у складі Малих Зондських островів в Індонезії. Острів розташований в східній частині Індонезії, в провінції Східна Південно-Східна Нуса. На північний захід від Сумби лежить острів Сумбава, на північний схід (через протоку Сумба) — острів Флорес, на схід (через море Саву) — острів Тимор, на південь (через води Індійського океану) — Австралія. Площа острова 11 153 км². Крайні точки острова: мис Нгунджу на півдні, мис Каросса на заході і мис Унду на сході.
Історично, з цього острова експортували сандалове дерево і він був відомий як сандаловий острів. У 1522 році перші кораблі із Європи прибули на острів, і з 1866 року Сумба належала голландській Ост-Індії. Єзуїти відкрили місію в Лаурі в 1866 році. Не зважаючи на контакт із західною культурою, Сумба є одним із небагатьох місць на Землі, де мегалітичні поховання використовуються для «живої традиції» для поховання померлих. Ще одна давня традиція, котра іноді приводить до смерті — гра Pasola, в котрій команди, часто в кілька сотень вершників, б'ються на списах.

## Географія

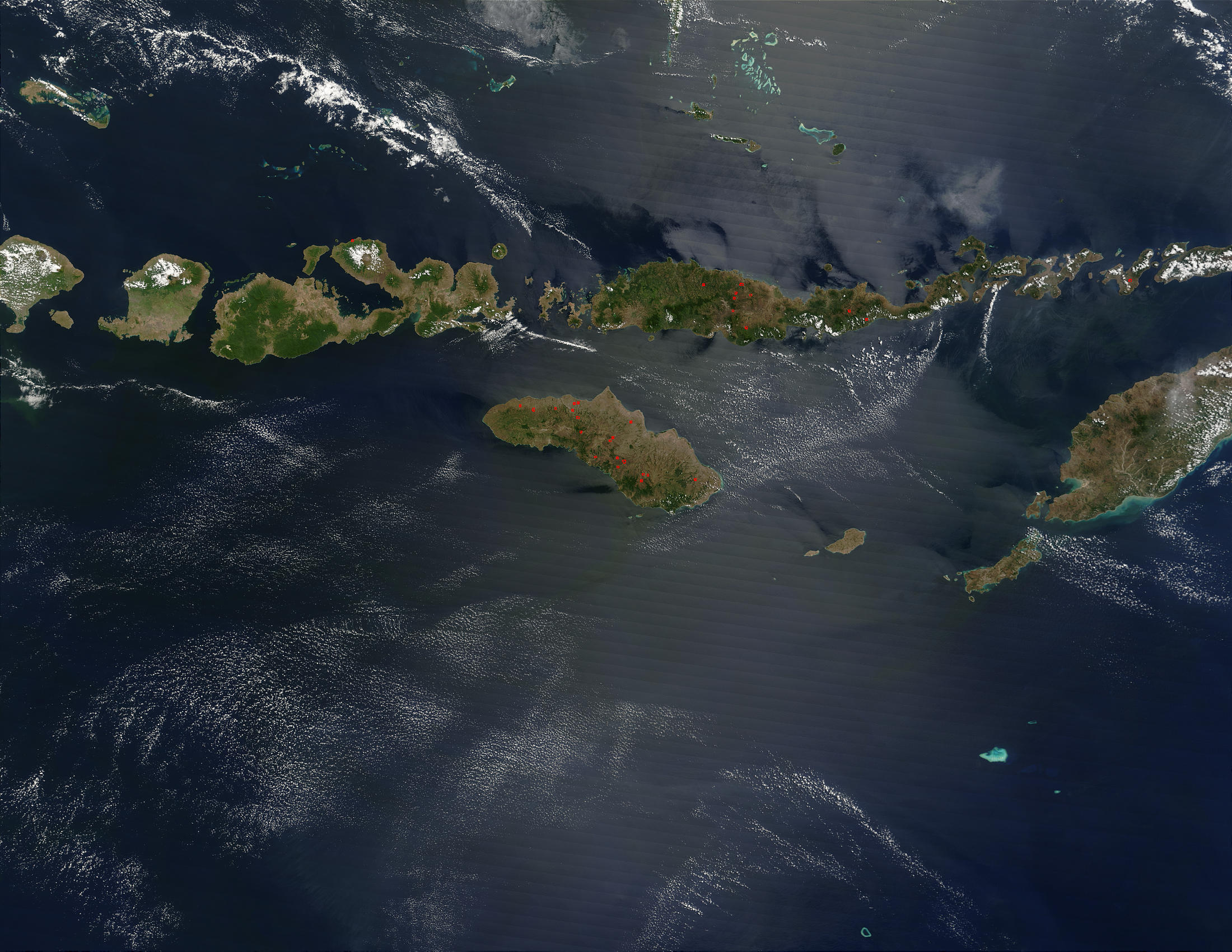
Вид на острів Сумба (у центрі) і прилеглі острови з космосу

Гори мають висоту до 1225 метрів над рівнем моря (гора Вангтамет), але вулканів на острові немає. На півночі острова — рівнина, складена річковими наносами. Річки переважно несудохідні. Клімат субекваторіальний мусонний, кількість опадів близько 1625 мм на рік, сухий сезон з липня по жовтень, сезон дощів з листопада по березень.
Чисельність населення склала 685 186 чоловік (2010 рік). Більшість жителів є анімістами, хоча є мусульмани і християни. Полігамія є досить поширеним явищем серед вищих класів.
Кукурудза (маїс) є основною сільськогосподарською культурою, але також вирощують рис, сою, фрукти, тютюн, арахіс, овочі, а також кавове дерево та кокосову пальму. Копра експортується.
Вайнгапу, головне місто острова, розташоване на північному узбережжі, має хорошу якірну стоянку і аеропорт. Вайкабубак є адміністративним центром західної частини острова, а Вайкело, розташоване на північному заході, є головним портом цього регіону.

## Клімат
Клімат екваторіально-мусонний, сезонів два: сухий (червень—жовтень) і вологий (листопад—березень), найбільша кількість опадів випадає в січні-лютому.

## Історія

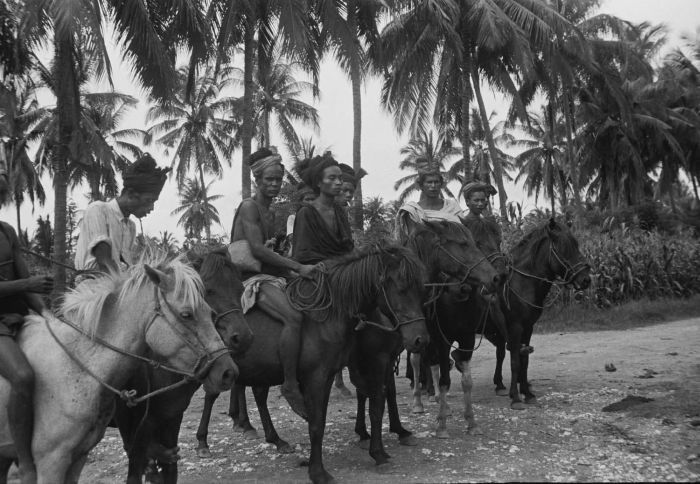
Вершники, 1949

З давніх-давен з острова експортувалася сандалова деревина і він був відомий як Сандаловий острів.
До початку європейської колонізації у 1500-х роках, Сумба була заселена представниками меланезійських і австронезійських народів. У 1522 році стали з'являтися перші португальські кораблі, а у 1866 році Сумба стала частиною голландської Ост-Індії, хоча реально на острові не було голландської адміністрації до початку двадцятого століття. Єзуїти відкрили місію в Лаурі (західна Сумба) у 1866 році.
Незважаючи на контакт із західними культурами, Сумба є одним з небагатьох місць в світі, в якому мегалітичні поховання досі використовуються для поховання видатних особистостей. Практика поховання в мегаліти використовувалася в багатьох частинах світу в добу неоліту і бронзову добу, тому традиції Сумби викликають великий інтерес у вчених. Іншою традицією острова є гра Pasola, в якій команди в кілька сотень вершників б'ються на списах, що іноді призводить до летального результату.
19 серпня 1977 року відбувся землетрус силою 7,0 бала за шкалою Ріхтера, що викликав цунамі. 316 осіб загинули на острові і прибережних островах поблизу західного узбережжя Сумби.

## Адміністративний поділ
Разом з прилеглими островами входить в адміністративний регіон Малі Зондські острови, провінція Східна Південно-Східна Нуса.

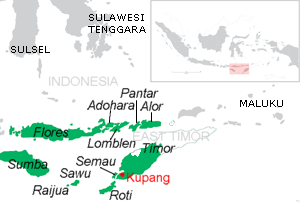
Провінція Східна Південно-Східна Нуса

## Туризм
Розвинені серфінг, дайвінг, екологічний і пляжний туризм.
На острові розміщені два аеропорти.

## Галерея

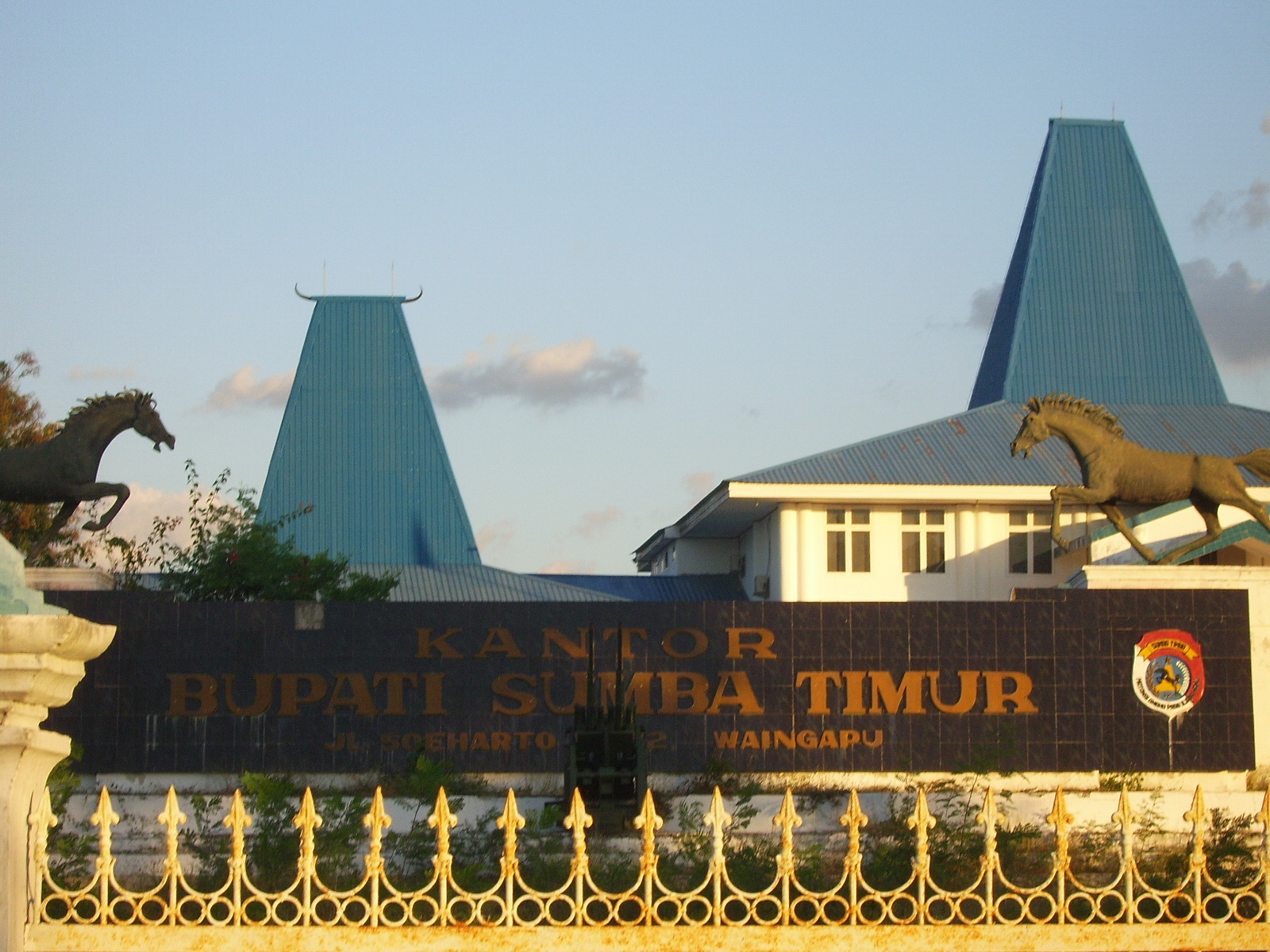
Офіс губернатора у Вайнгапу
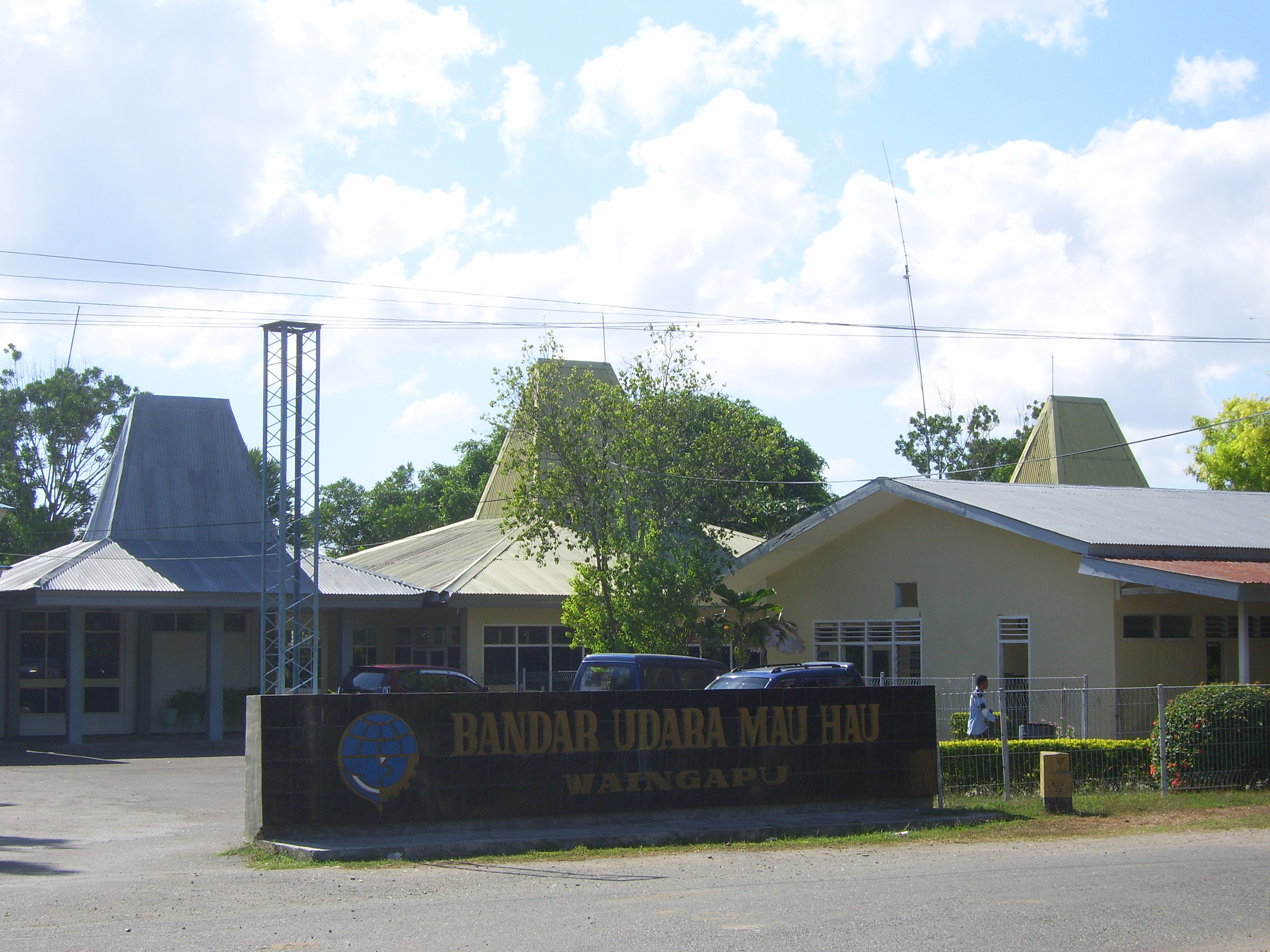
Аеропорт Сумби
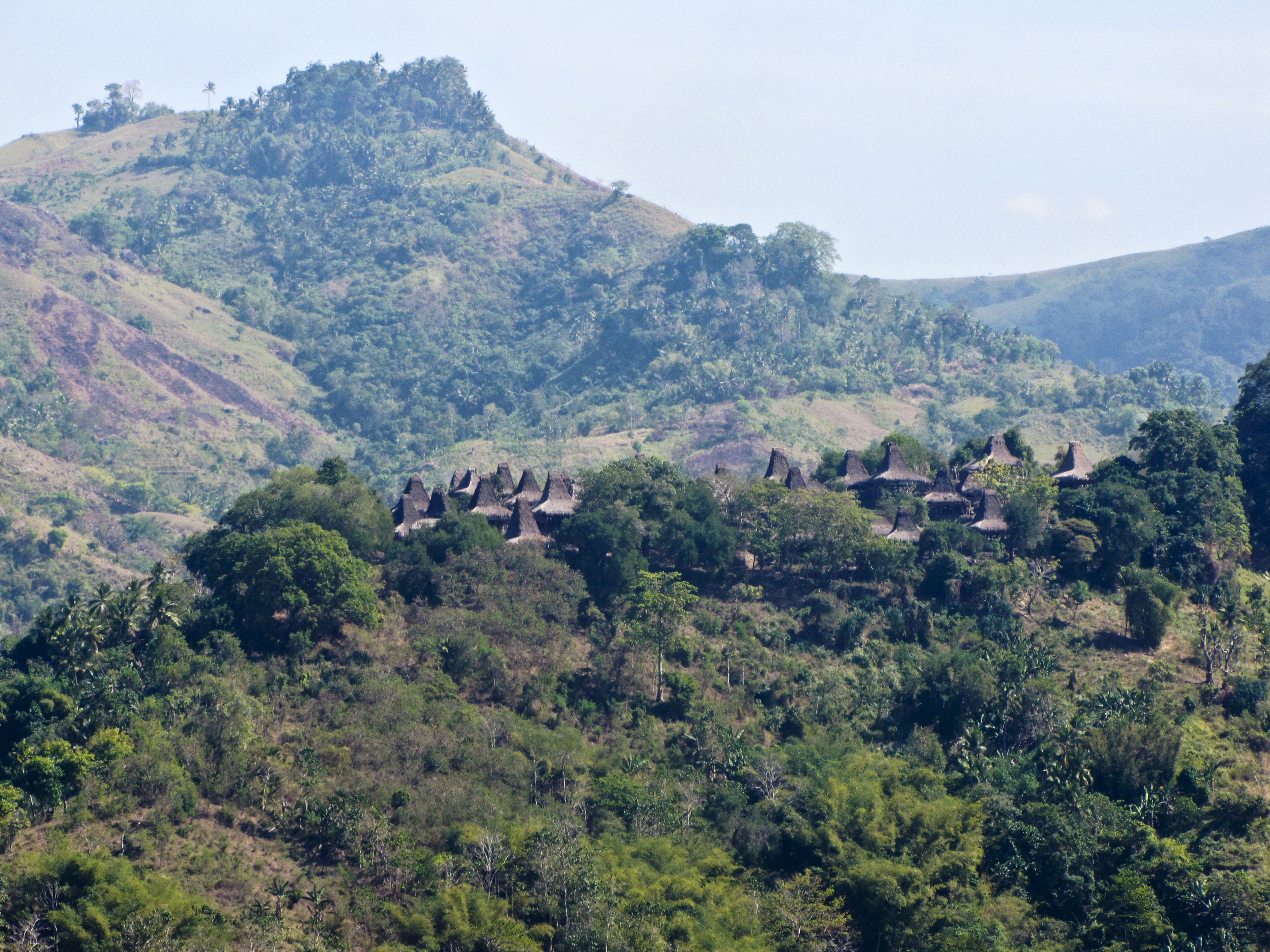
Село на острові Сумба
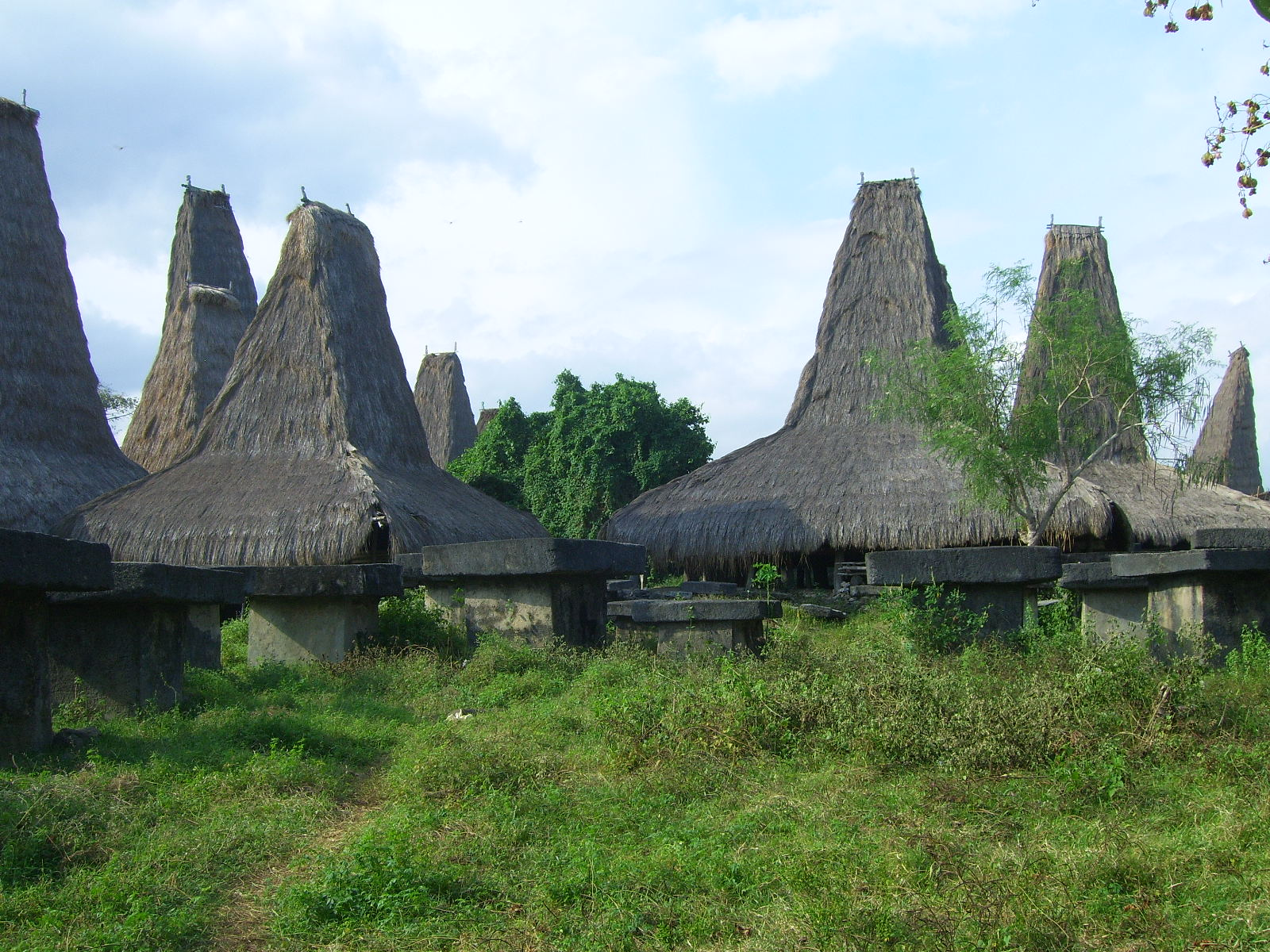
Традиційне сумбайське житло біля Бондокоді (західна Сумба)

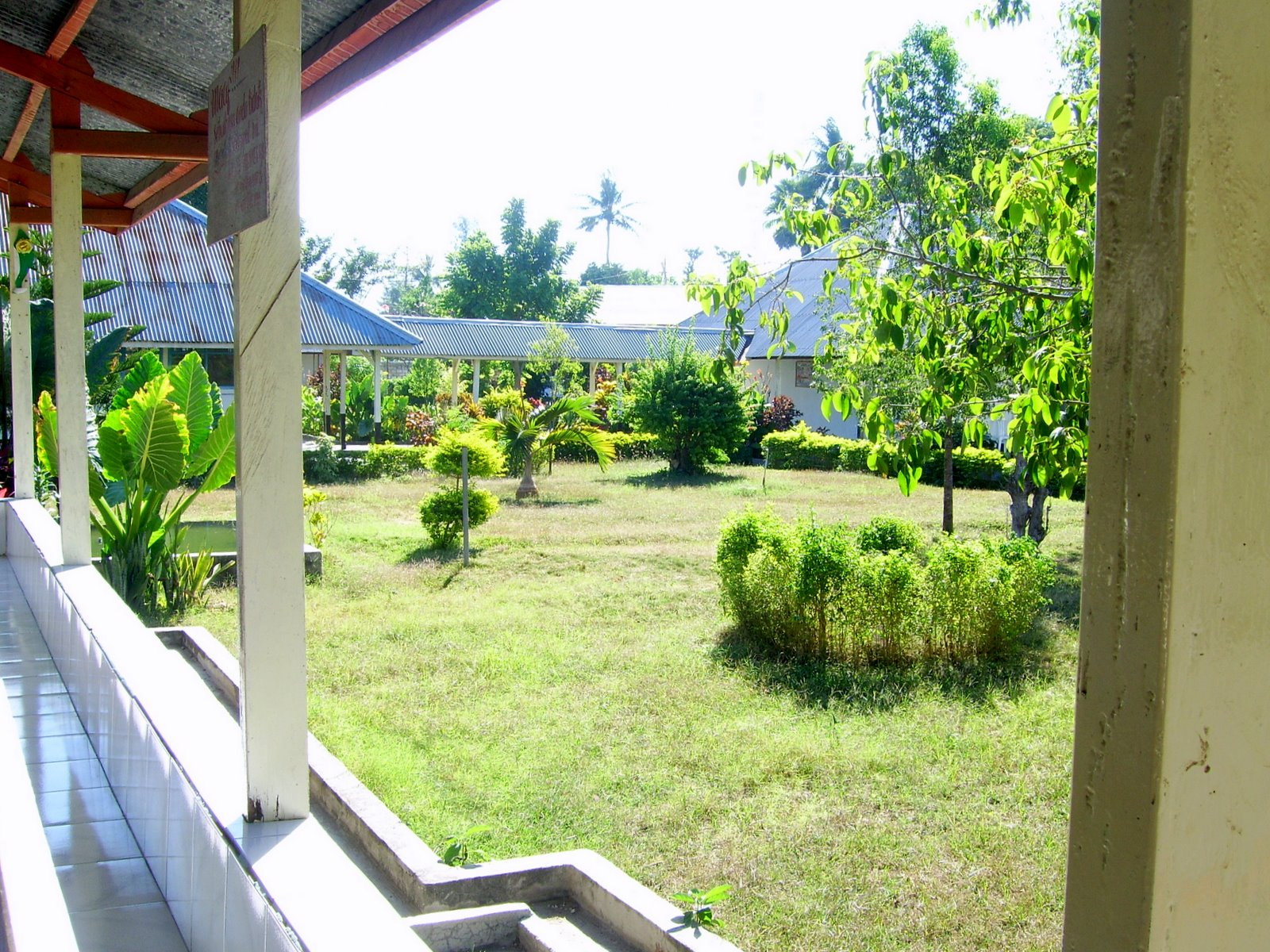
Лікарня
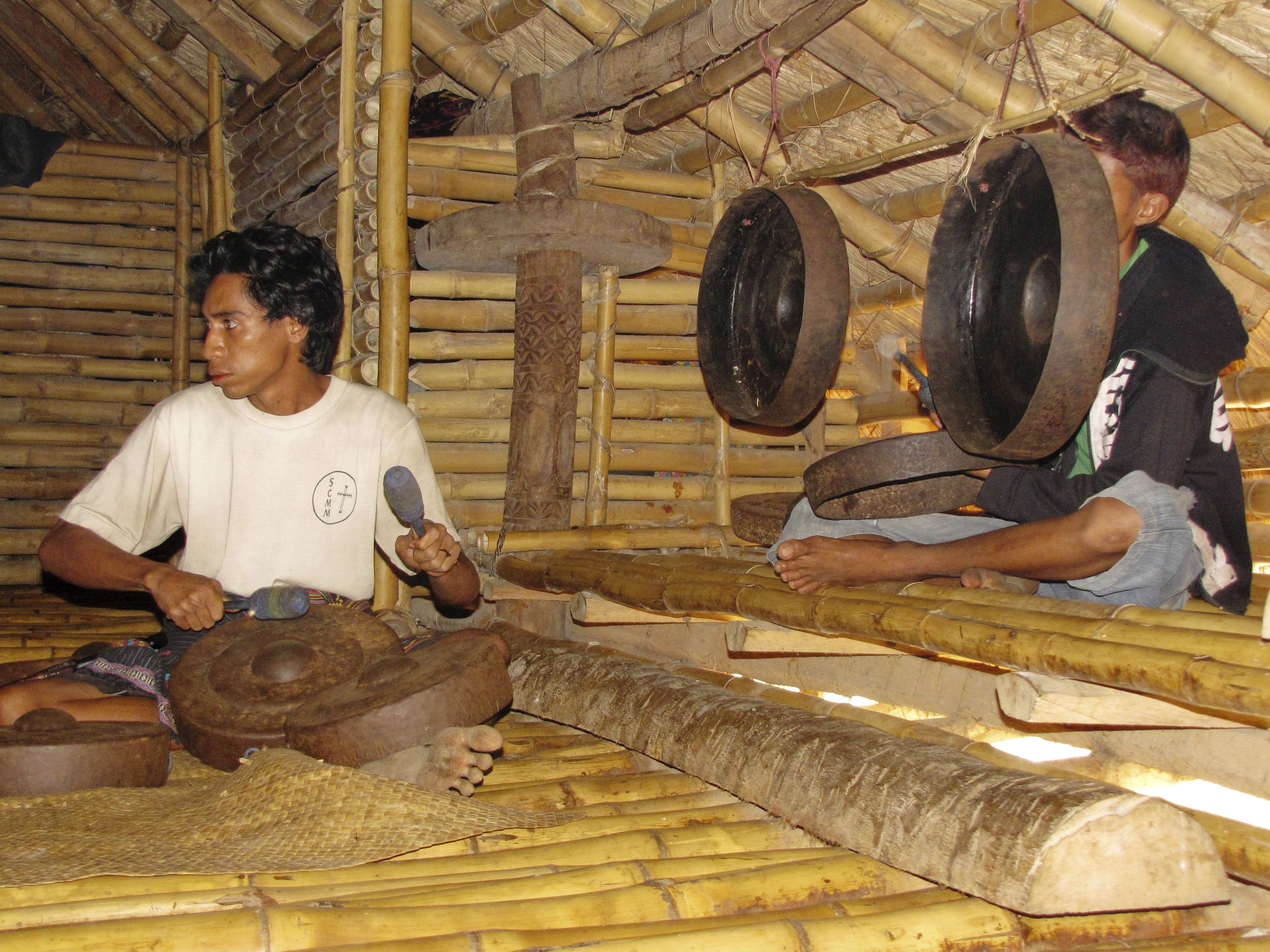
Гра на гамелані (традиційний музичний інструмент) всередині традиційної хати
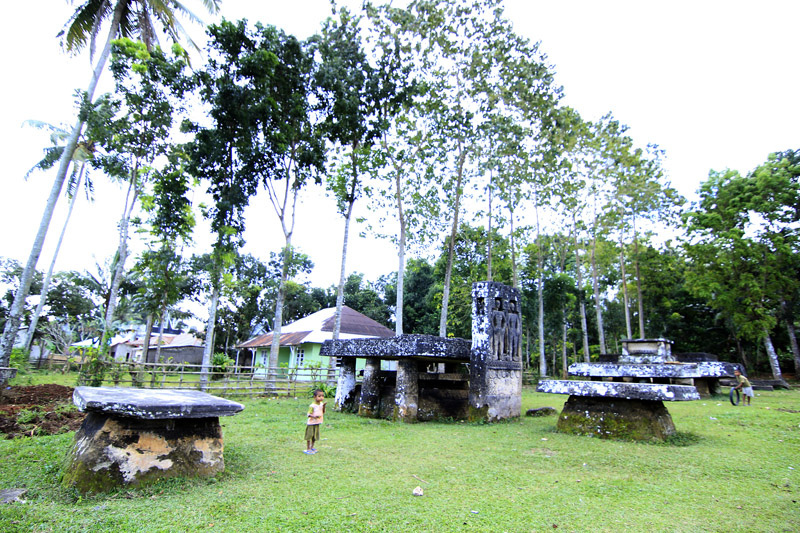
Мегалітичні поховання
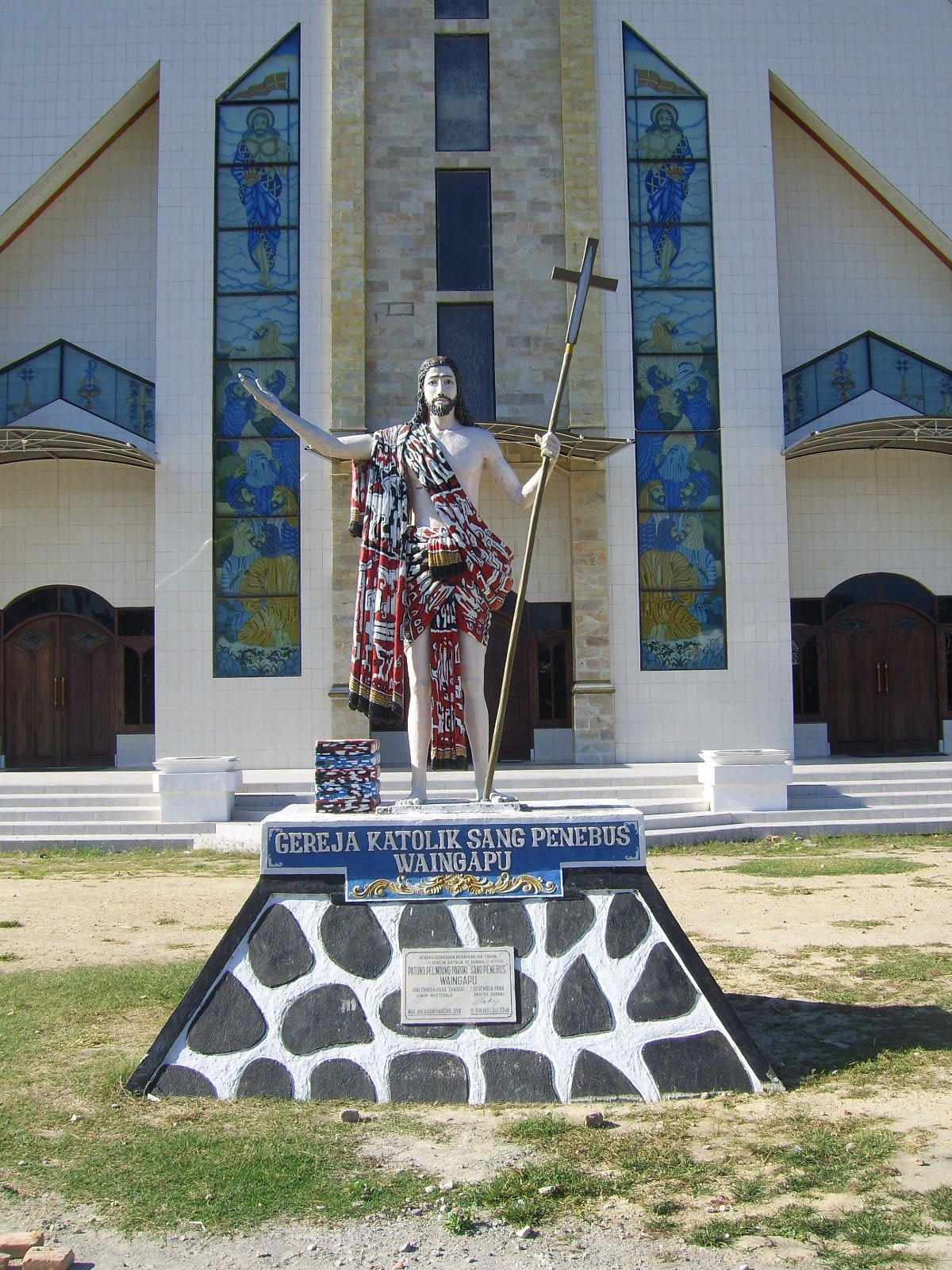
Католицька церква
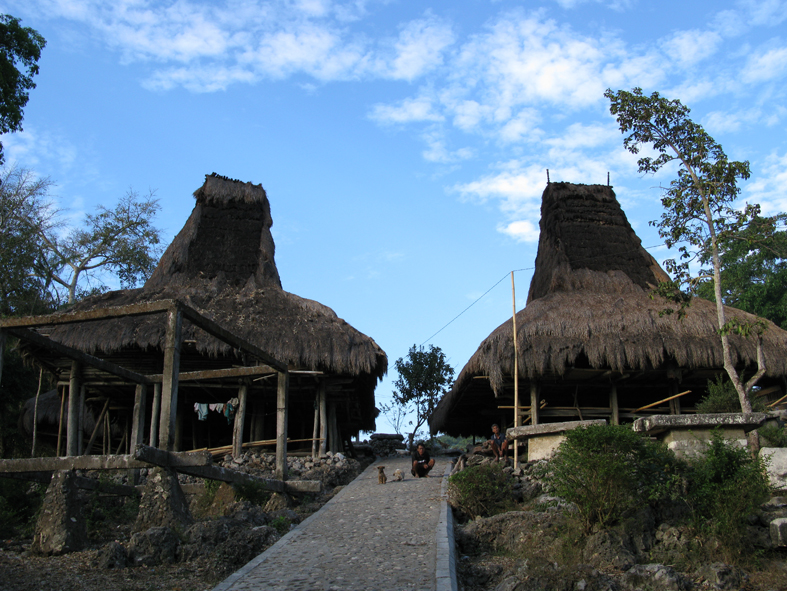
Традиційні житла в Тарунгу
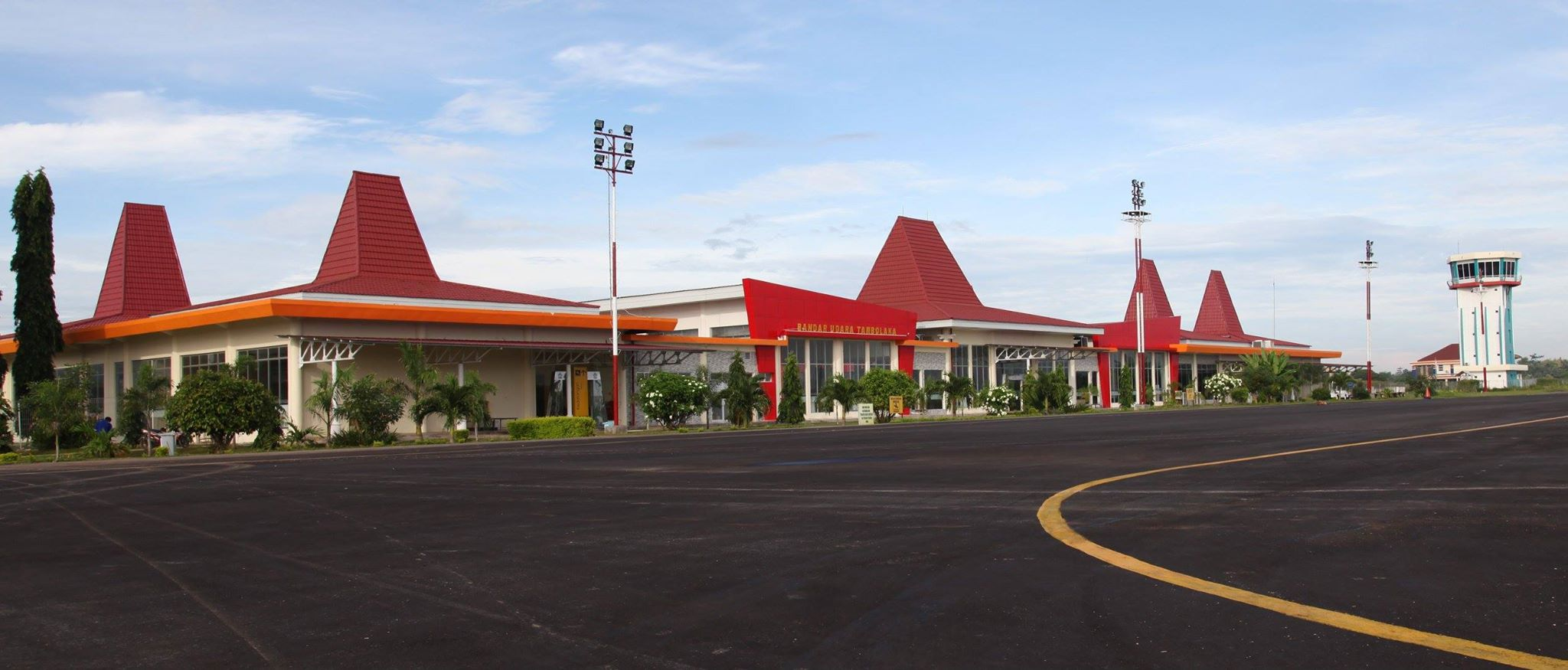
Аеропорт "Тамболака"
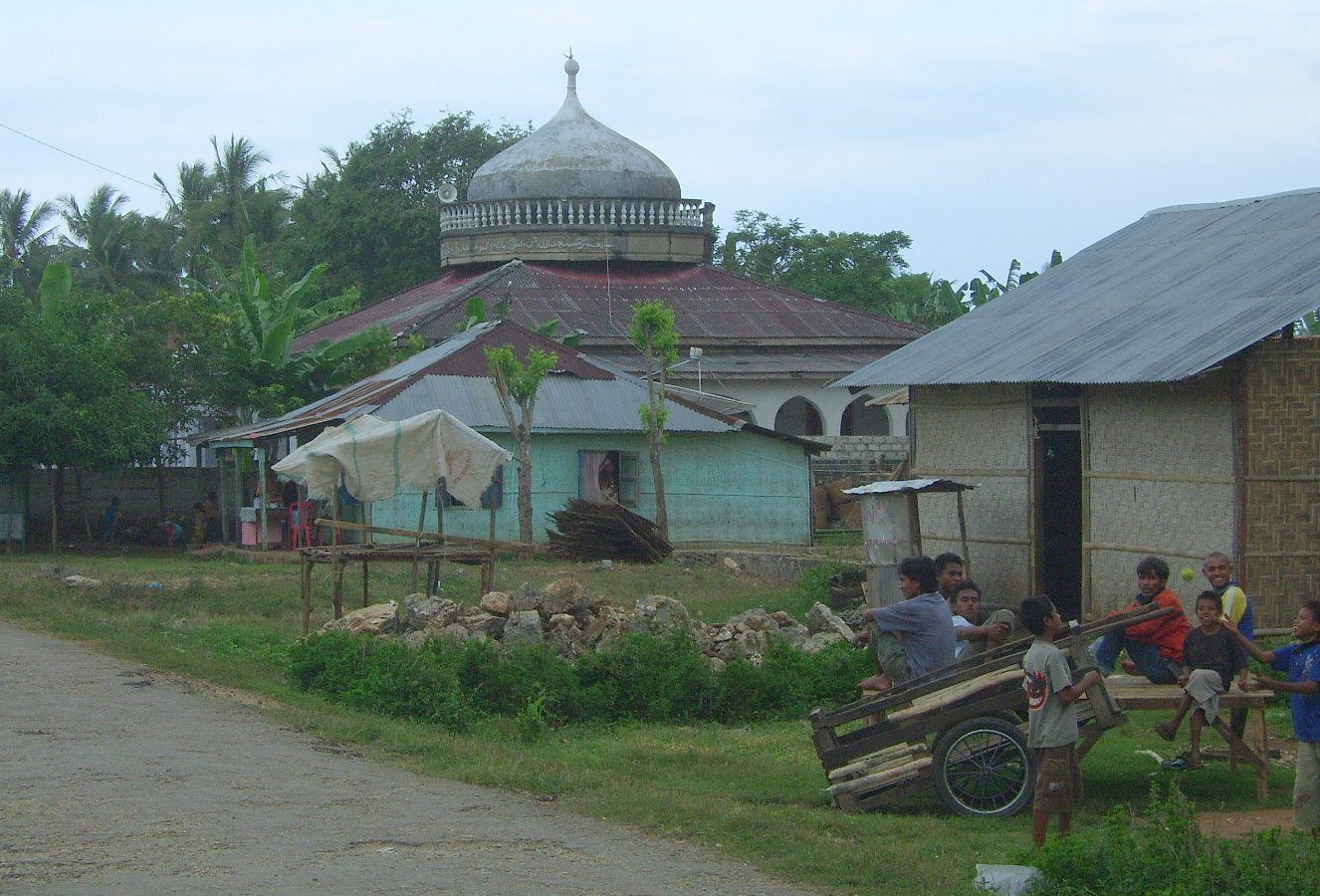
Мечеть
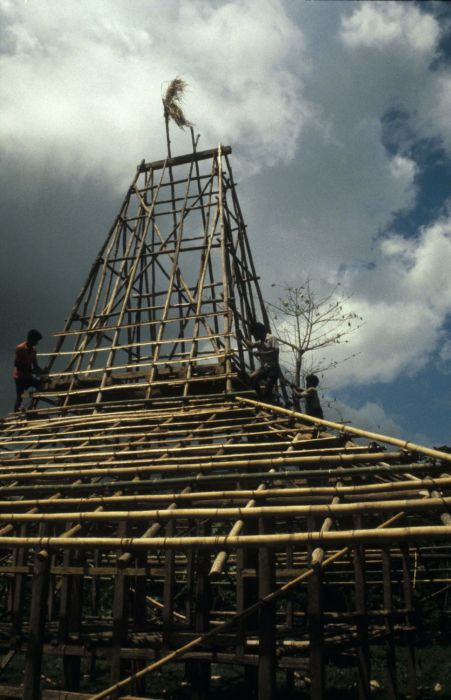
Бамбуковий каркас будинку в Кабундуку